# Amtsgericht Homburg

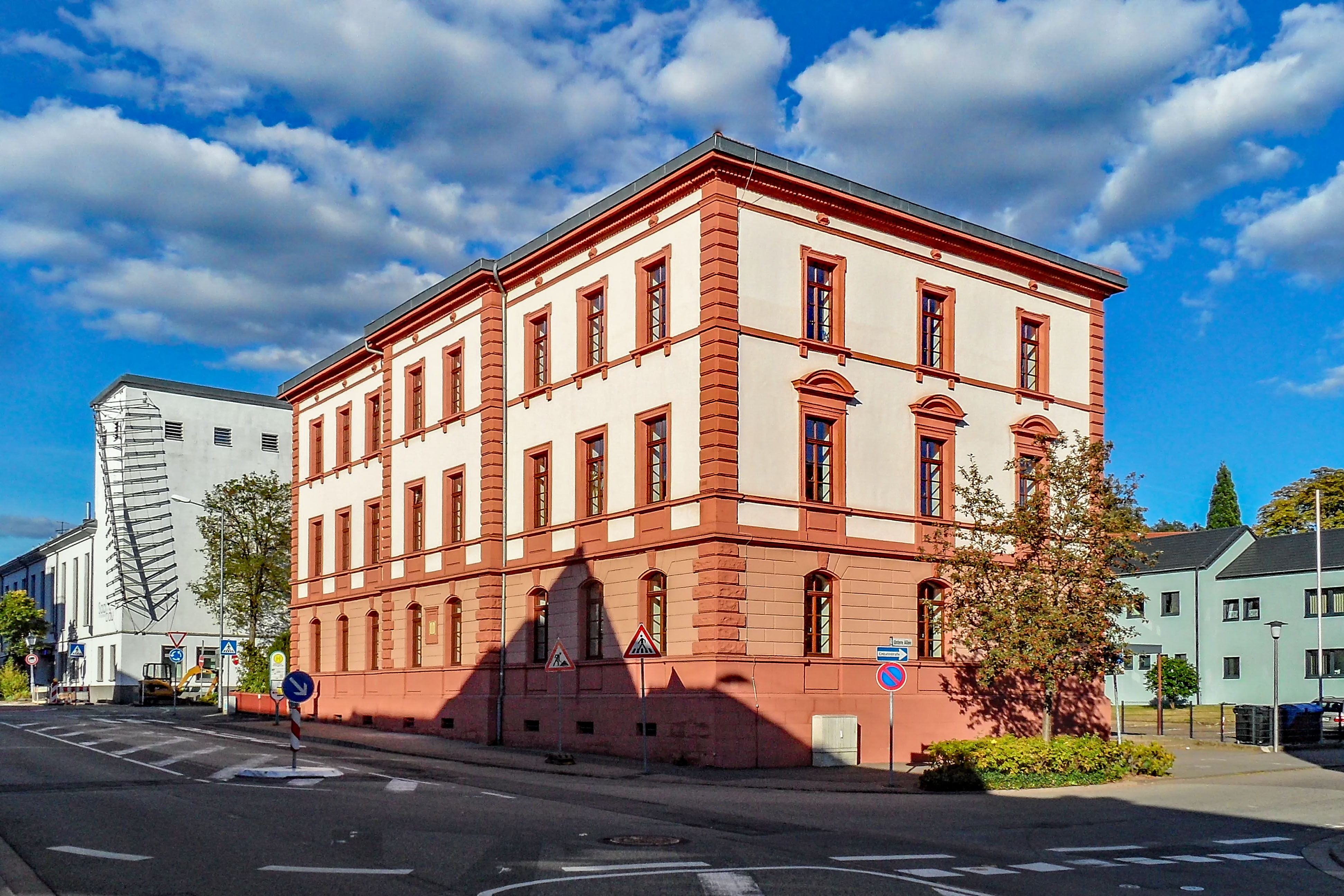
Gebäude des Amtsgerichts Homburg

Das Amtsgericht Homburg ist ein deutsches Gericht der ordentlichen Gerichtsbarkeit und eines von zehn Amtsgerichten im Bezirk des Landgerichts Saarbrücken. 

## Gerichtssitz und -bezirk

Lage der Amtsgerichte in den jeweiligen Gerichtsbezirken im Saarland

Das Gericht hat seinen Sitz in der Stadt Homburg im Saarland.
Der Gerichtsbezirk umfasst die Städte Homburg, Bexbach und Blieskastel sowie die Gemeinden Gersheim und Kirkel. Damit ist der Bezirk etwa 310 km2 groß. In ihm leben ca. 97.000 Einwohner (Stand 30. September 2017).

## Gerichtsgebäude
Das Hauptgebäude befindet sich in der Zweibrücker Straße 24 in Homburg. Die Zweigstelle am Luitpoldplatz in Blieskastel wurde zum 30. September 2011 geschlossen.

## Übergeordnete Gerichte
Dem Amtsgericht Homburg ist das Landgericht Saarbrücken übergeordnet. Zuständiges Oberlandesgericht ist das Saarländische Oberlandesgericht, ebenfalls mit Sitz in Saarbrücken.

## Geschichte
In Homburg bestand bis 1879 das Landgericht Homburg. Mit dem Inkrafttreten des Gerichtsverfassungsgesetzes des Deutschen Reichs zum 1. Oktober 1879 wurde die dort vorgesehene Gerichtsstruktur auch in Bayern eingeführt. Die Bestimmungen dazu enthielt die Königlich Allerhöchste Verordnung, die Bestimmung der Gerichtssitze und die Bildung der Gerichtsbezirke betreffend vom 2. April 1879. Danach wurde das Amtsgericht Homburg dem Landgericht Zweibrücken zugeordnet. Sein Sprengel entsprach dem des früheren Landgerichts Homburg.
1919 wurde das Saargebiet vom Reich abgetrennt. Das Amtsgericht Homburg blieb mit verändertem Sprengel bestehen, war nun aber dem Landgericht Saarbrücken zugeordnet. Siehe auch Gerichtsorganisation im Saargebiet.